# Білл Вайсбанд
Вільям Вайсбанд старший (англ. William Weisband, нар. 28 серпня 1908 — 14 травня 1967) — американський криптоаналітик і агент НКВС кодове ім'я «Ланка» (рос. «Звено»), найбільш відомий своєю роллю у наданні радянській розвідці розвідданих про успіхи США в розшифровці радянських дипломатичних і розвідувальних кодів.

## Передісторія
Вайсбанд народився в Одесі, Російська імперія (нині Україна), у 1908 році. Він емігрував до Сполучених Штатів Америки у 1920-х роках і став натуралізованим громадянином Сполучених Штатів у 1938 році. Його призвали до армії Сполучених Штатів у 1942 році, де він був призначений на посаду радіорозвідника.

## Шпигунська кар'єра
Він був завербований за невідомих обставин радянською розвідкою у 1934 році. З 1941 по 1942 рік Вайсбанд був куратором агента НКВС Джонса Оріна Йорка, який працював у Northrop Corporation. Після вступу до Служби розвідки сигналів США (SIS) в 1942 році, він виконував обов'язки з радіорозвідки та безпеки зв'язку в Північній Африці та Італії, де він знайшов кількох важливих друзів, перш ніж повернутися до «російського відділу» в Арлінгтон-Холі, де SIS створила свою штаб-квартиру у червні 1942 року. Хоча сам Вайсбанд не був криптоаналітиком, як «лінгвіст-консультант», який вільно розмовляв російською мовою, він тісно співпрацював з криптоаналітиками. Товариський і популярний Вайсбанд мав доступ до всіх сфер радянської роботи Арлінгтон-холу. Шифрувальник Мередіт Гарднер згадував, що Вайсбанд спостерігав за тим, як він розшифрував список західних вчених-атомників з повідомлення НКВС у грудні 1944 року.
Радянська розвідка, очевидно, стежила за «російським відділом» Арлінгтон-Холу щонайменше з 1945 року, коли Вайсбанд приєднався до цього підрозділу. Вайсбанд повідомив радянський розвідці, що проєкт «Венона» знаходиться на порозі успіху. Щоб переконатися, що ФБР не знало, що вони знають, що код ось-ось буде зламаний, вони продовжували його використовувати. Радянські оперативники у США були проінструктовані «щотижня складати зведені звіти або інформацію на основі преси та особистих зв'язків, які передаватимуться до Центру телеграфом». Як зазначив Аллен Вайнштейн, «американські мережі радянської розвідки, що колись процвітали, коротше кажучи, майже за одну ніч були перетворені на віртуальну газетну службу».

У лютому 1948 року радянський чиновник написав внутрішній меморандум про роботу Вайсбанда:
Протягом року від (Вайсбанда) була отримана велика кількість дуже цінних документальних матеріалів, що стосуються роботи американців з дешифрування радянських шифрів, перехоплення та аналізу відкритої радіопереписки радянських установ (проект «Венона»). З цих матеріалів ми дізналися, що в результаті цієї роботи американській розвідці вдалося отримати важливі дані, що стосуються дислокації збройних сил СРСР, виробничих потужностей різних галузей промисловості, робіт у сфері атомної енергетики в СРСР… На основі матеріалів Вайсбанда наші органи держбезпеки здійснили низку захисних заходів, в результаті чого знизилася ефективність американської дешифрувальної служби. Це призвело до значного скорочення обсягів дешифрування та аналізу з боку американців на сьогоднішній день.
Його роль як радянського агента була виявлена співробітниками контррозвідки лише у 1950 році, і на той час шкода була вже завдана. У той час як Вайсбанд накидав контури успіху криптоаналізу США, британський офіцер зв'язку Кім Філбі регулярно отримував фактичні переклади та аналізи після того, як він прибув на службу до Вашингтона восени 1949 року. Доки не буде проведено ретельний аналіз архівів КДБ СРСР, повний обсяг ролі Вайсбанда як радянського шпигуна, ймовірно, не буде відомий.
У 1950 році Джонс Орін Йорк повідомив ФБР, що він передавав секрети радянський розвідці і що його куратором був Білл Вайсбанд. У повідомленнях «Венони» немає чіткого посилання на Вайсбанда. Проте у трьох повідомленнях згадується «Звено», а в одному з них пропонується процедура, яку лондонська резидентура могла використовувати для зв'язку «Звено», який очікував на переведення до Англії. Згідно з одним із повідомлень, «Звено» провів останні чотири тижні на курсах італійської мови у Вірджинії і мав виїхати до Британії в середині липня. Насправді Вайсбанд провів червень, відточуючи свої навички володіння мовою (ймовірно, італійською) в Арлінгтон-Холі, відправився 17 липня і прибув до Лондона 29 липня.
Будучи відстороненим від роботи в SIS за підозрою в нелояльності, Вайсбанд не з'явився на засідання федерального великого журі у справі Комуністичної партії США, на яке він отримав повістку. В результаті, в листопаді 1950 року Вайсбанд був визнаний винним у неповазі до влади і засуджений до одного року ув'язнення. Вайсбанду вдалося уникнути судового переслідування за шпигунство, оскільки влада побоювалася, що судовий процес розкриє радянській розвідці ще більше інформації про «джерела і методи» американської розвідки. Вайсбанд ніколи і нікому не розкривав свого статусу агента НКВС і залишився в США, жив спокійно і працював страховим агентом до самої смерті.

## Смерть
Він раптово помер від серцевого нападу в 1967 році. Його син описує його смерть:
Це був День матері, 14 травня 1967 р. Мій батько віз мене і моїх сестер до Смітсонівського інституту на традиційну недільну прогулянку. Ми їхали по Меморіальній алеї Джорджа Вашингтона, і в нього зупинилося серце. Він буквально помер за кермом. Це було жахливо, я схопив кермо і зупинив машину на узбіччі, старий Понтіак 56-го року, і вимкнув ключ. Я зупинився посеред Меморіального парку Джорджа Вашингтона і зупинив рух, побіг між двома смугами, стукаючи у вікна і двері, шукаючи лікаря або когось, хто міг би допомогти. Двоє чоловіків допомогли витягнути мого батька з машини, поклали його на землю і намагалися реанімувати. На місце події прибула швидка допомога, яка забрала мого батька до лікарні. По прибуттю його оголосили мертвим. Мій батько був чудовим батьком, і мені його дуже не вистачало.